# Bamberg (Karolina Południowa)
Bamberg – miasto w Stanach Zjednoczonych, w stanie Karolina Południowa, siedziba administracyjna hrabstwa Bamberg.